# Ramon Orlandis i Despuig
Ramon Orlandis i Despuig (2 de dezembro de 1873, Palma - Sant Cugat del Vallès, 21 de fevereiro de 1958) foi um sacerdote e filósofo jesuíta maiorquino. Foi o fundador da Schola Cordis Iesu, seção do Apostolado da Oração, e o inspirador da revista Cristiandad. É também um dos fundadores da Escola Tomista de Barcelona pela influência formativa e docente que aí exerceu sobre os seus mais importantes expoentes: Jaume Bofill i Bofill e Francesc Canals i Vidal. Ele era irmão do poeta maiorquino Pere Orlandis i Despuig. 